# Hydraena goldschmidti
Hydraena goldschmidti (лат.) — вид жуков-водобродок рода Hydraena из подсемейства Hydraeninae. Назван в честь коллектора типовой серии Тома Голдшмидта (Tom Goldschmidt).

## Распространение
Встречаются на Мадагаскаре.

## Описание
Водобродки мелкого размера (около 1,4 мм), удлинённой формы. Основная окраска коричневая. Спина темно-коричневая до красновато-темно-коричневой, лоб наиболее темный, переднеспинка с диффузно окаймленной макулой, окруженной немного более светлым цветом; ноги коричневые; нижнечелюстные щупики светло-коричневые, дистальная половина последнего паломера иногда окруженная чуть более светлым пятном; дистальная ½ последнего пальпомера иногда чуть темнее. Голова с наличником очень тонко редко пунктирована и микроретикулирована, тусклая; пунктировка лба значительно крупнее и плотнее, промежутки блестящие. Пронотум умеренно мелкопунктированный. Отличаются от других представителей группы широко разделенными, узкими метавентральными бляшками, которые отстоят друг от друга примерно на три ширины бляшки. Взрослые жуки, предположительно, как и близкие виды, растительноядные, личинки плотоядные.

## Классификация
Вид был впервые описан в 2017 году американским энтомологом Philip Don Perkins (Department of Entomology, Museum of Comparative Zoology, Гарвардский университет, Кембридж, США) по типовым материалам с острова Мадагаскар. Включён в состав подрода Monomadraena и видовой группы Hydraena (Monomadraena) acicula.